# Slumdog Millionaire
Pour plus de détails, voir Fiche technique et Distribution.
Slumdog Millionaire ou Le Pouilleux millionnaire au Québec et au Nouveau-Brunswick est un film dramatique britanno-américano-français réalisé par Danny Boyle, sorti en 2008.
Adapté du premier roman de l'écrivain indien Vikas Swarup, Les Fabuleuses Aventures d'un Indien malchanceux qui devint milliardaire (Q & A), le film a remporté de nombreuses récompenses, parmi lesquelles quatre Golden Globes, sept BAFTA et huit Oscars lors de la 81e Cérémonie des Oscars. « Slumdog », littéralement « chien de bidonville », est un mot d'argot utilisé pour désigner un habitant d'un quartier défavorisé en Inde.

## Synopsis
Jamal Malik (Dev Patel), un jeune Indien issu des bidonvilles de Juhu, est finaliste de la version indienne du jeu télévisé Qui veut gagner des millions ? Il subit l'interrogatoire musclé du sergent de police Srinivas (Saurabh Shukla) ; une question est alors posée aux spectateurs :

« Comment Jamal Malik a-t-il atteint la question à 20 millions de roupies ? 
 (A) Il a triché. 
 (B) Il est chanceux. 
 (C) C'est un génie. 
 (D) C'était écrit. »

Alors que l'inspecteur de police (Irrfan Khan) chargé de Jamal arrive, on comprend qu'il est soupçonné par le présentateur Prem Kumar (Anil Kapoor) d'avoir triché et que la police cherche à le faire avouer. Selon l'inspecteur, alors que des professeurs ou des universitaires ont du mal à dépasser la question à 16 000 roupies, Jamal, sans éducation, simple employé dans un centre d'appel en tant que serveur de thé, a atteint la somme record de 10 millions de roupies et s'apprête à répondre à l'ultime question à 20 millions de roupies — environ 310 186 € lors de la sortie du film aux États-Unis.
Devant son refus d'avouer sa tricherie, le sergent suggère qu'il connaît peut-être les réponses, Jamal confirme son hypothèse et explique à l'inspecteur et au sergent pourquoi il a pu répondre à la plupart des questions. Commence alors un long récit en flashbacks de sa vie et de ses expériences depuis son enfance jusqu'à l'inscription au jeu. Jamal vit les premières années de son enfance dans les taudis de Juhu près de Bombay et de l'aéroport, avec sa mère et son frère Salim. C'est ainsi qu'il a eu l'immense joie de rencontrer celui qui était à l'époque son idole, le célèbre acteur de Bollywood Amitabh Bachchan et le privilège d'obtenir un autographe, souvenir qui lui permettra de répondre à la première question. Ignorant la réponse à la seconde question, il utilise le joker de « l'avis du public ». La question suivante porte sur les attributs traditionnels de Rāma, divinité hindoue, ce que Jamal, musulman, ne peut a priori pas connaître. Cependant, lors d'une émeute antimusulmane, Salim et lui ont aperçu (pendant qu'ils fuyaient) un enfant représentant cette divinité, ce qui lui donnera la réponse à la troisième question.
C'est à ce moment qu'il rencontre pour la première fois Latika (Rubina Ali), petite fille orpheline qui devient vite son amie. Pour souder leur amitié et leur complicité, les trois enfants se surnomment entre eux les trois mousquetaires, dont ils ne savent pratiquement rien. Les enfants sont par la suite recueillis par Maman (Ankur Vikal) alors qu'ils vivent dans une décharge. Ce qu'ils ignorent, c'est que Maman est une crapule qui utilise les orphelins pour mendier. Pour les tester, Maman leur demande de chanter Darshan Do Ghanshyam ; ce souvenir permettra à Jamal de répondre à la quatrième question. Il demande à Salim de lui amener son frère pour qu'il l'aveugle à l'acide et qu'ainsi estropié il « rapporte » plus. Mais les enfants s'enfuient, Jamal et Salim réussissent à sauter dans un train qui part, mais alors que Latika est sur le point de faire de même, Salim lâche sa main et elle est rattrapée par les malfaiteurs.
Durant quelques années, les deux frères voyagent en train, vendent des marchandises, volent et trompent les touristes naïfs au Taj Mahal. Ils se font passer pour des guides touristiques, ayant glané çà et là des informations sur le monument. Jamal revient à Bombay pour rejoindre Latika, ce qui ne plaît guère à Salim. Sur le chemin, il croise le pauvre Arvin, rendu aveugle par Maman, qui fait la manche. Ce dernier lui demande de décrire la figure du personnage qui figure sur le billet qu'il lui donne, et reconnait celle de Benjamin Franklin, d'où il en déduit que c'est un billet de 100 $. Ce souvenir permettra à Jamal de répondre à la cinquième question. Grâce aux indications d'Arvin, ils parviennent à retrouver Latika mais découvrent que Maman veut en faire une prostituée et vendre sa virginité au plus offrant. Maman s'interpose tandis qu'ils essaient de la sauver, Salim sort alors un pistolet et tue le souteneur. Arguant de son fait d'armes, il se fait recruter par la bande rivale de Javed puis revient à leur chambre avec Latika qu'il considère comme son bien. Il ordonne à Jamal de partir et les deux frères s'affrontent, Salim menaçant Jamal de son revolver qu'il appelle Colt 45 (souvenir qui lui permettra de répondre à la sixième question) sans se douter qu'il s'agit du nom du modèle. Pour le sauver, Latika repousse Jamal qui reste seul, alors que Salim et Latika s'enfuient pour échapper aux hommes de Maman.
Des années plus tard, Jamal trouve un travail comme serveur de thé dans un centre d'appel téléphonique. Cet environnement lui permet au passage d'acquérir quelques connaissances géographiques sur le Royaume-Uni, ce qui lui donnera la chance de répondre à la septième question. Quand un opérateur lui demande de surveiller son poste pendant quelques minutes, il en profite pour chercher les coordonnées de Salim sur une base de données. Il parvient à contacter son frère devenu l'un des lieutenants de confiance de Javed et lui demande des nouvelles de Latika. Agacé, Salim lui répond qu'elle est partie depuis longtemps. Peu convaincu, Jamal suit son frère jusqu'à la maison de Javed où il aperçoit Latika (Freida Pinto). Pour s'introduire dans le repaire du gangster, il se fait passer pour un plongeur et une fois sur place, il découvre que Latika est la maîtresse maltraitée de Javed. Alors que l’émission fait une pause, il confie à l’animateur n’avoir aucune idée de la réponse à la question en cours, qui porte sur le cricket. Celui-ci lui glisse la réponse, suscitant la méfiance de Jamal. Après avoir sollicité un joker lui permettant d’éliminer deux mauvaises réponses, il use de la psychologie inversée afin de trouver la bonne réponse, se doutant que l’animateur veut en fait le voir perdre. Il essaie ensuite de persuader la jeune femme de s'enfuir avec lui mais elle refuse, le suppliant de partir et de l'oublier. Jamal lui avoue alors son amour et lui promet de l'attendre à la gare de Victoria Terminus tous les jours à cinq heures, jusqu'à ce qu'elle vienne. Elle finit par se rendre au rendez-vous, mais alors que Jamal la voit s'approcher, elle est rattrapée par Salim et Javed qui lui balafre la joue avec un couteau et la force à monter dans une voiture sous les yeux d'une foule de badauds.
Ayant perdu la trace de Latika mais sachant désormais qu'elle regarde régulièrement Qui veut gagner des millions ?, Jamal se porte candidat au jeu télévisé. Alors qu'elle regarde la dernière épreuve de l'émission, Salim, pris de remords, lui donne son téléphone et les clefs de sa voiture, lui demandant de s'enfuir et de pardonner le mal qu'il lui a fait. Puis il s'installe dans une baignoire remplie de billets de banque. Les gangsters ne tardent pas à enfoncer la porte de la salle de bain et Salim abat Javed avant d'être tué à son tour. De son côté, Jamal, qui ignore la réponse à la dernière question : Quel est le nom du troisième mousquetaire dans le roman d'Alexandre Dumas ?, décide d'utiliser l'option « téléphoner à un ami » et appelle son frère. Après une longue attente, Latika décroche : elle ne connaît pas la réponse mais dit qu'elle est en sécurité. Jamal, soulagé, répond « Aramis » au hasard et remporte la cagnotte.
Jamal et Latika se retrouvent à la gare et échangent un baiser. Ils sont rejoints sur le quai par tous les acteurs du film qui chantent et dansent sur l'air de Jai Ho. Une fois le spectacle terminé, le couple part main dans la main puis disparaît dans la brume du soir.

### Questions
Liste des questions telles qu'elles apparaissent dans le film (qui sont différentes de celles du roman). La bonne réponse est indiquée sur fond vert.
| Numéro | Valeur en roupies | Question | Propositions             | Propositions                   | Propositions           | Propositions           |
| Numéro | Valeur en roupies | Question | A                        | B                              | C                      | D                      |
| ------ | ----------------- | --- | ------------------------ | ------------------------------ | ---------------------- | ---------------------- |
| 1      | 1 000             | Qui était la vedette du grand succès cinématographique de 1973 Zanjeer ?                                                                                          | Amitabh Bachchan         | Anil Kapoor                    | Shahrukh Khan          | Madhur Mittal          |
| 2      | 4 000             | Sur l'emblème national de l'Inde, on peut voir trois lions ; quelle est la devise qui figure au-dessous ?                                                         | Seule la vérité triomphe | Seuls les mensonges triomphent | Seule la mode triomphe | Seul l'argent triomphe |
| 3      | 16 000            | Dans les représentations du dieu Rāma, que tient-il traditionnellement dans sa main droite ?                                                                      | Une fleur                | Une épée                       | Un enfant              | Un arc et une flèche   |
| 4      | 250 000           | La chanson Darshan Do Ghanshyam est l'œuvre d'un grand poète indien ; comment s'appelle ce poète ?                                                                | Surdas                   | Tulsîdâs                       | Mirabaï                | Kabîr                  |
| 5      | 1 000 000         | Sur le billet de 100 dollars figure le portrait de quel célèbre homme d'État américain ?                                                                          | George Washington        | Franklin Roosevelt             | Benjamin Franklin      | Abraham Lincoln        |
| 6      | 2 500 000         | Qui est l'inventeur du revolver ? | Samuel Colt              | Bruce Browning                 | Dan Wesson             | James Revolver         |
| 7      | 5 000 000         | Dans quelle ville se trouve le Cambridge Circus ? | Oxford                   | Leeds                          | Cambridge              | Londres                |
| 8      | 10 000 000        | Quel joueur de cricket a marqué le plus grand nombre de « centaines » en match officiel ?                                                                         | Sachin Tendulkar         | Ricky Ponting                  | Michael Slater (en)    | Jack Hobbs             |
| 9      | 20 000 000        | Dans le chef-d’œuvre d'Alexandre Dumas Les Trois Mousquetaires, deux des mousquetaires se nomment Athos et Porthos. Comment s'appelle le troisième mousquetaire ? | Aramis                   | Cardinal Richelieu             | D'Artagnan             | Planchet               |

Une dixième question est également présente parmi les scènes coupées, elle s'insère chronologiquement entre les questions 3 et 4 du tableau ci-dessus.
| Numéro | Valeur en roupies | Question                                                                               | Propositions | Propositions                            | Propositions       | Propositions      |
| Numéro | Valeur en roupies | Question                                                                               | A            | B                                       | C                  | D                 |
| ------ | ----------------- | -------------------------------------------------------------------------------------- | ------------ | --------------------------------------- | ------------------ | ----------------- |
| 3,5    | 64 000            | Quel célèbre bâtiment d'Inde l'architecte britannique Frederick Stevens a-t-il conçu ? | Le Taj Mahal | La Gare de Chhatrapati Shivaji Terminus | La Porte de l'Inde | Le Pont de Howrah |

Il trouve la réponse grâce au flashback de la scène coupée, car il allait tous les jours à la Gare de Chhatrapati Shivaji Terminus voir si Latika le rejoindrait et il apprit ainsi le nom de l'architecte qui l'a conçue.

## Fiche technique
Sauf indication contraire, les informations mentionnées dans cette section peuvent être confirmées par les bases de données cinématographiques IMDb et Allociné,  présentes dans la section « Liens externes ».
- Titre original et français : Slumdog Millionaire
- Titre québécois : Le Pouilleux millionnaire[2]
- Réalisation : Danny Boyle
  - Coréalisation en Inde : Loveleen Tandan[3]
- Scénario : Simon Beaufoy, d'après le roman Les Fabuleuses Aventures d'un Indien malchanceux qui devint milliardaire (Q and A) de Vikas Swarup
- Musique : A.R. Rahman
- Direction artistique : Abhishek Redkar et Ravi Srivastava
- Décors : Mark Digby
- Costumes : Suttirat Anne Larlarb
- Photographie : Anthony Dod Mantle
- Son : Roberto Cappannelli, Amrit Pritam Dutta, Glenn Freemantle, Richard Pryke, Michael Semanick, Ian Tapp
- Montage : Chris Dickens
- Production : Christian Colson
  - Production exécutive : Tabrez Noorani
  - Production déléguée : Tessa Ross et Paul Smith
  - Production associée : Ivana MacKinnon
  - Coproduction : Paul Ritchie
  - Coproduction déléguée : François Ivernel et Cameron McCracken
- Sociétés de production :
  - Royaume-Uni : Celador Films et Cloud Eight Films, présenté par Film4 Productions
  - États-Unis : présenté par Warner Bros. Pictures et Fox Searchlight Pictures
  - France : en association avec Pathé
- Sociétés de distribution : Pathé Distribution (Royaume-Uni, France) ; Fox Searchlight Pictures (États-Unis) ; Cinéart (Belgique) ; Monopole-Pathé (Suisse romande) ; Twentieth Century Fox (Québec)
- Budget : 15 millions USD[4],[5]
- Pays de production :  Royaume-Uni,  États-Unis,  France[6]
- Langues originales : anglais, hindi
- Format : couleur (Kodak Cinelabs / Technicolor) — 35 mm — 2,35:1 / 2,39:1 — son SDDS / Dolby Digital / DTS
- Genre : drame, policier, romance
- Durée : 120 minutes
- Dates de sortie[7] :
  - États-Unis : 30 août 2008 (Festival du film de Telluride) ; 17 octobre 2008 (Festival du film d'Austin) ; 19 octobre 2008 (Festival international du film de Chicago) ; 7 novembre 2008 (AFI Fest) ; 8 novembre 2008 (Indo-American Arts Council Film Festival) ; 12 novembre 2008 (sortie limitée) ; 25 décembre 2008 (sortie nationale)
  - Royaume-Uni : 31 octobre 2008 (Festival du film de Londres) ; 9 janvier 2009 (sortie nationale)
  - France, Belgique, Suisse romande : 14 janvier 2009[8],[9],[10]
  - Québec : 19 décembre 2008[2]
  - Inde : 23 janvier 2009[11]
- Classification[12] :
  - Royaume-Uni : interdit aux moins de 15 ans (15 - Suitable only for 15 years and over)
  - États-Unis : les enfants de moins de 17 ans doivent être accompagnés d'un adulte (R – Restricted)[N 3]
  - France : tous publics[13]
  - Belgique : tous publics (Alle Leeftijden)[9]
  - Suisse romande : interdit aux moins de 12 ans[14]
  - Québec : 13 ans et plus (13+ / 13 years and over)[2]
  - Inde : accord parental pour les moins de 14 ans (contenant des scènes ou des paroles équivoques) (U/A - Unrestricted Public Exhibition - With Parental Guidance)

## Distribution

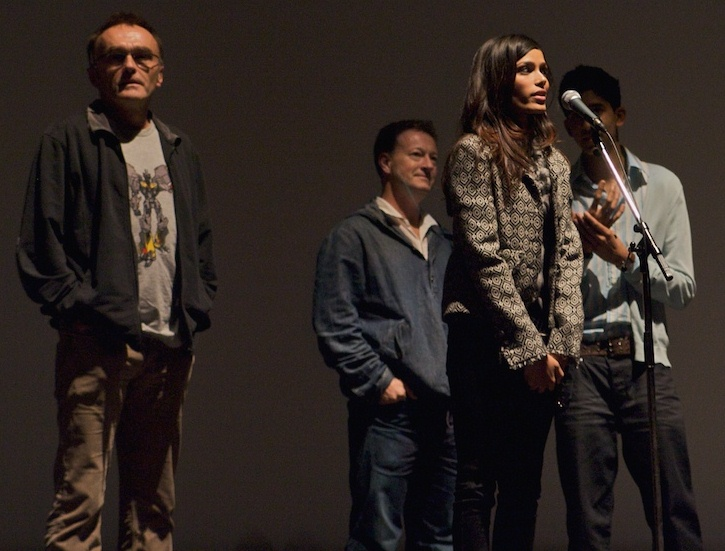
Le réalisateur Danny Boyle, le scénariste Simon Beaufoy, et les acteurs Freida Pinto et Dev Patel, au Festival du film de Toronto 2008.

- Azharuddin Mohammed Ismail, le 23 septembre 2009 à Paris.Dev Patel (VF : Juan Llorca) : Jamal Malik (adulte)

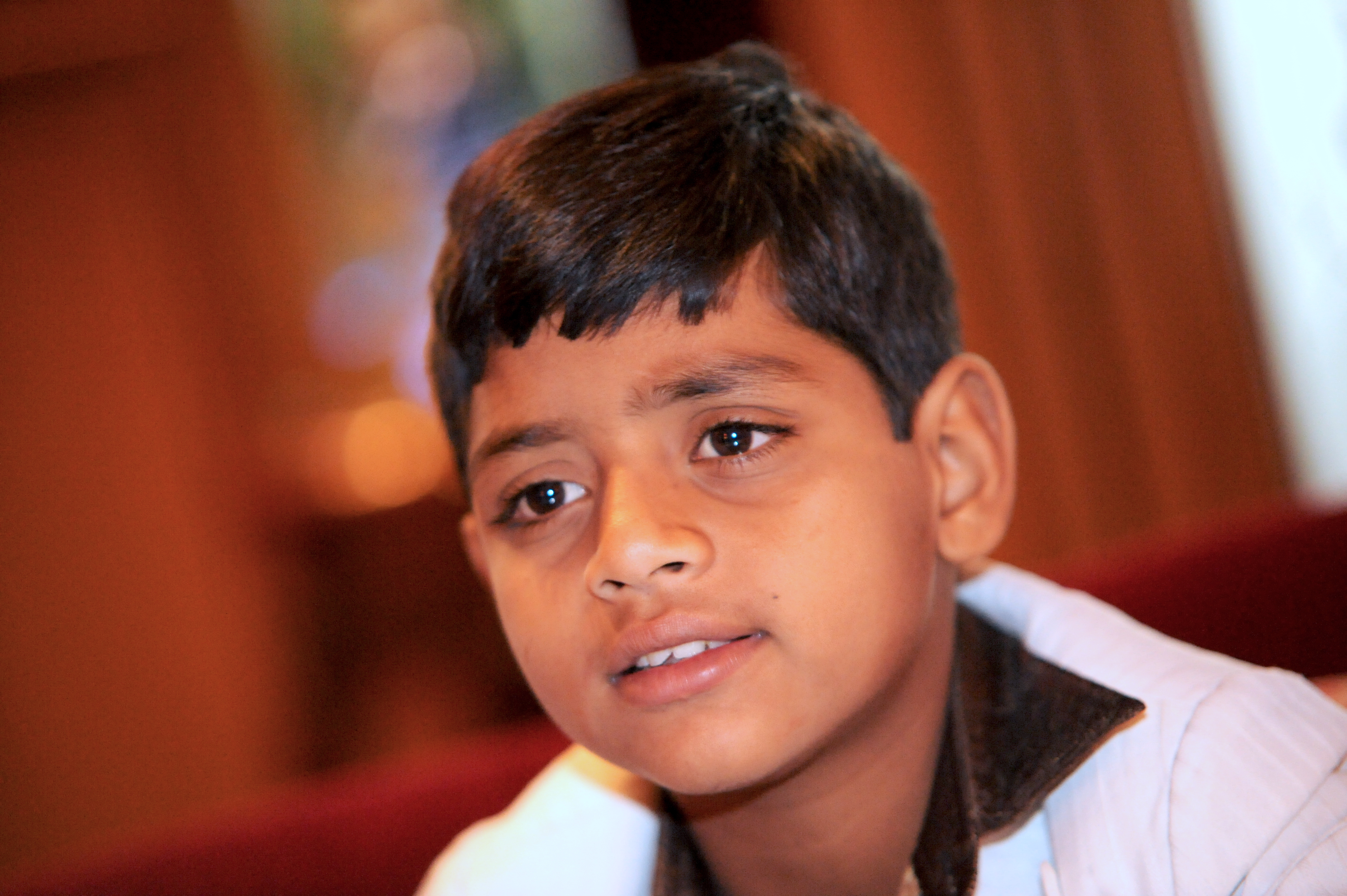
Azharuddin Mohammed Ismail, le 23 septembre 2009 à Paris.

  - Tanay Chheda (VF : Abraham Rist) : Jamal (âge intermédiaire)
  - Ayush Mahesh Khedekar (VF : Darius Caron) : Jamal (enfant)
- Freida Pinto : Latika (adulte)
  - Tanvi Ganesh Lonkar : Latika (âge intermédiaire)
  - Rubina Ali[15] (VF : Camille Timmerman) : Latika (enfant)
- Madhur Mittal (VF : Julien Lucas) : Salim Malik, le frère ainé (adulte)
  - Ashutosh Lobo Gajiwala (VF : Frédéric Papalia) : Salim (âge intermédiaire)
  - Azharuddin Mohammed Ismail (VF : Hector Caron (acteur)) : Salim (enfant)
- Anil Kapoor (VF : Stéphane Bierry) : Prem Kumar, le présentateur du jeu télévisé
- Irfan Khan (VF : Marc Fayet) : l'inspecteur de police
- Saurabh Shukla : le sergent Srinivas, auxiliaire de l'inspecteur
- Ankur Vikal (VF : Anatole de Bodinat) : Maman (prononcé « Mamane »), le redoutable « employeur »
- Tiger : Punnoose, l'homme de main de Maman
- Mahesh Manjrekar (VF : Lionel Tua) : Javed, le gangster millionnaire
- Sanchita Choudhary : la mère de Jamal et Salim
- Arfi Lamba (en) : Bardi

## Production

### Développement

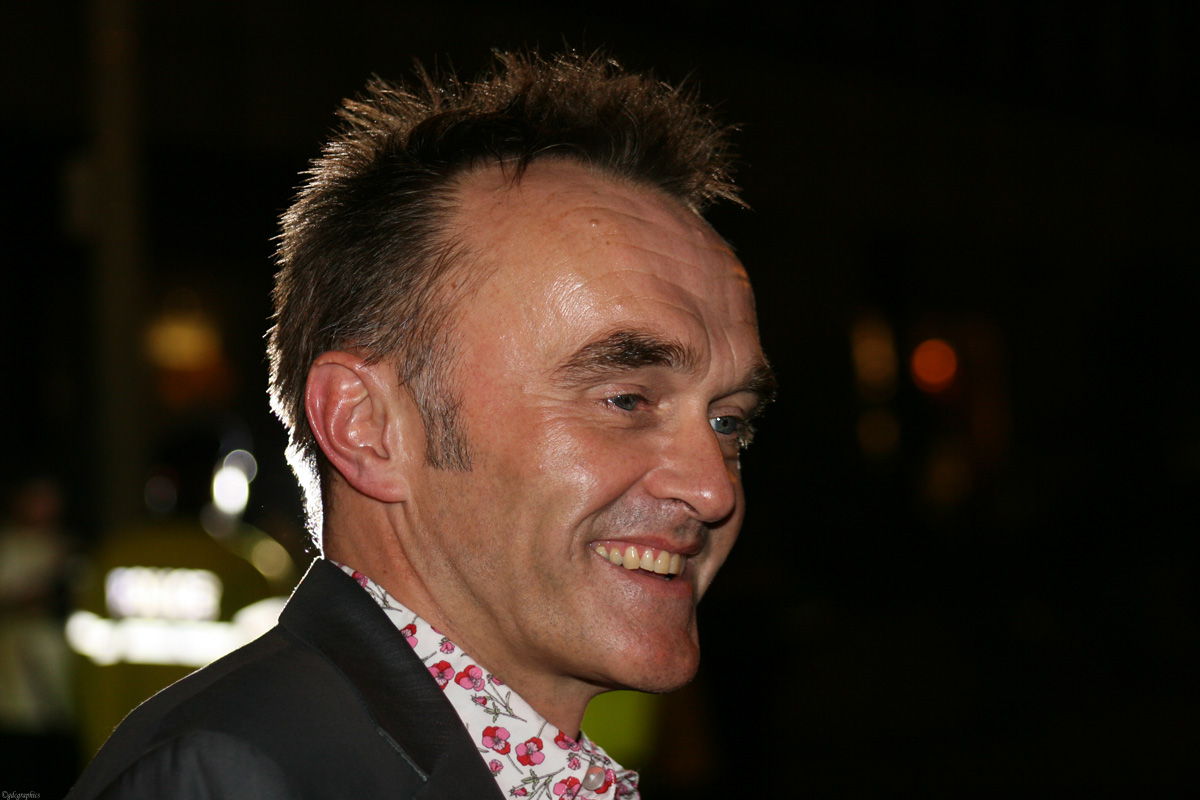
Danny Boyle pour la promotion du film au Festival international du film de Toronto 2008.

Simon Beaufoy a écrit Slumdog Millionairee tiré du roman qui a gagné un Boeke Prize et a été nommé aux Commonwealth Writers' Prize Q&A de Vikas Swarup. Pour perfectionner son script, le scénariste a fait trois voyages de recherches en Inde et a interviewé les enfants de rue, et se trouve impressionné par leurs attitudes.
Au cours de l'été 2006, Celador Films et Film4 Productions propose le projet au réalisateur Danny Boyle. Ce dernier est tout d'abord réticent à faire un film au sujet de Qui veut gagner des millions ?. Cependant, le réalisateur a découvert que le scénariste était Simon Beaufoy, qui avait écrit The Full Monty (1997), l’un des films britanniques préférés du réalisateur, et a décidé de relire le manuscrit. Danny Boyle a été impressionné par la façon dont Beaufoy décrit l’histoire de ce roman, et le réalisateur a décidé de commencer le projet.
Le film ayant coûté 15 000 000 de dollars, Celador a cherché un distributeur des États-Unis pour partager les coûts. Fox Searchlight Pictures a fait une première proposition de 2 000 000 de dollars, mais Warner Independent Pictures a proposé 5 000 000 de dollars pour avoir les droits.

### Attribution des rôles
| |  |  |
| Les acteurs principaux Freida Pinto et Dev Patel à la première du film au Festival international du film de Toronto 2008. |  |  |

Gail Stevens est venu surveiller le casting, et avait travaillé avec le réalisateur tout au long de sa carrière et était réputé pour découvrir les nouveaux talents. Les réalisateurs du film ont alors voyagé à Bombay en septembre 2007 avec une équipe restreinte et ont commencé à embaucher des personnes habitants à Karjat. À l'origine, l’un des cinq réalisateurs en Inde, Loveleen Tandan, a dit : « J'ai proposé à Danny Boyle et à Simon Beaufoy, l'auteur de Slumdog, qu'il était important de faire une partie du film en Hindi pour que le film soit film […] ils m'ont demandé de faire les dialogues en Hindi, ce que, bien sûr, j’ai accepté de faire immédiatement. Et pendant que nous nous rapprochions de la date du tournage, Danny m'a demandé d'intervenir en tant que coréalisateur »[réf. nécessaire]. Danny Boyle a alors décidé de traduire presque un tiers du dialogue anglais du film en Hindi. Le réalisateur a menti au président de Warner en prétendant qu'il a voulu 10 % des dialogues en Hindi[réf. nécessaire].
Le rôle de l'animateur de Qui veut gagner des millions ? a été initialement proposé au véritable animateur du programme de télévision indienne, Shahrukh Khan, qui a décliné la proposition. C'est finalement une star de Bollywood, Anil Kapoor, qui tient le rôle.

### Tournage
Le tournage a lieu dans les bidonvilles de Bombay et de Juhu, le 5 novembre 2007.
Pour certaines séquences en extérieur, l'équipe a utilisé de petites caméras numériques pour tourner en toute discrétion au milieu de la foule en Inde, notamment la SI-2K de Silicon Imaging. Danny Boyle raconte : « Même équipées de gyroscopes pour les stabiliser, les SI-2K restaient assez petites pour passer partout. Anthony Dod Mantle, le directeur photo, a réussi à capter la vie qui grouillait autour de nous sans que les habitants nous remarquent. On a aussi utilisé ce que nous appelions une CanonCam, qui consistait en un appareil photo Canon capable de prendre 12 images à la seconde, car les gens ne se méfient pas d'un appareil photo. Le film est donc un mélange de différentes technologies. Anthony devait porter un disque dur sur son dos qui enregistrait les images. Ce dispositif lui donnait des airs de touriste danois bien chargé se baladant dans les rues des bidonvilles alors qu'en réalité, il était en train de filmer. »

## Accueil

### Accueil critique
Aux États-Unis, le film reçoit des critiques globalement positives dans la presse :
- Sur le site agrégateur américain Rotten Tomatoes, il obtient 91 % d'avis favorables pour 286 critiques collectées (261 critiques positives et 25 négatives). Le consensus critique du site Web se lit comme suit : « Visuellement éblouissant et rempli d'émotions, Slumdog Millionaire est un film à la fois divertissant et puissant »[19].
- Sur Metacritic, le film a une partition de 84⁄100 sur la base de 36 critiques collectées (34 critiques positives et 2 mitigées). Quant au public, il est plutôt reconnaissant en obtenant une moyenne de 7,9⁄10 sur la base de 531 évaluations[20].

En France, le site AlloCiné, le film obtient la note moyenne de 3,5⁄5 à partir de l'interprétation de 26 critiques de presse recensées.
Si Slumdog Millionaire a pu être salué comme « le premier chef-d'œuvre de la mondialisation » par le critique de cinéma du Wall Street Journal Joe Morgenstern, le film a reçu un accueil plutôt mitigé en Inde : salles à moitié vides, remarques peu amènes qui y voient une « Inde imaginée par les Blancs». Ce film s'inspire pourtant des films de Bollywood, tout en leur rendant hommage.

### Box-office
En août 2007, Warner Independent Pictures a acquis les droits nord-américains et Pathé les droits internationaux pour distribuer Slumdog Millionaire. Cependant, en mai 2008, l'arrêt de Warner Independent Pictures conduit au transfert de tous les projets à Warner Bros. Cette dernière doute des perspectives commerciales de Slumdog Millionaire et suggère qu'il sorte directement en DVD, sans diffusion dans les cinémas aux États-Unis. En août 2008, le studio commence à rechercher des acheteurs pour différentes productions, pour soulager sa surcharge des films de la fin de l’année. À la moitié du mois, Warner Bros. partage avec Fox Searchlight Pictures la distribution du film, Fox Searchlight Pictures achetant 50 % de la part de Warner Bros pour le film et s’occupant de la distribution aux États-Unis.
Après le succès du film à la 81e cérémonie des Oscars, le film a été no 1 mondial (hors Amérique du Nord), avec des recettes de 16 millions USD dans 34 pays la semaine suivant les Oscars du cinéma. Dans le monde entier, le film a actuellement engrangé plus de 377 millions USD.
| Pays ou région     | Box-office                       | Date d'arrêt du box-office | Nombre de semaines |
| ------------------ | -------------------------------- | -------------------------- | ------------------ |
| États-Unis, Canada | 141 319 928 USD                  | 28 mai 2009                | 29                 |
| France             | 21 595 065 USD 2 700 935 entrées | -                          | 17                 |
| Royaume-Uni        | 52 213 042 USD                   | 21 juin 2009               | 24                 |
| Total mondial      | 378 410 113 $                    |                            |                    |

#### Amérique du Nord
Slumdog Millionaire était le premier film montré au Festival du film de Telluride le 30 août 2008, où il a reçu des critiques positives de l'assistance. Le film est également montré au Toronto International Film Festival le 7 septembre 2008, où c'était le premier succès populaire largement reconnu du festival, gagnant le People's Choice Award. Slumdog Millionaire a commencé avec une sortie nord-américaine limitée le 12 novembre 2008, suivie d'une sortie complète aux États-Unis le 23 janvier 2009.
Après que sa sortie a commencé un mercredi, le film a engrangé 360 018 USD dans 10 salles de cinéma son premier week-end, une moyenne élevée de 36 002 USD par salle. À son deuxième week-end, il a été montré dans 32 salles et a fait 947 795 USD, avec une moyenne de 29 619 USD par salle, représentant seulement une baisse de 18 %. Dans les 10 salles originales où il était déjà sorti, le nombre des téléspectateurs a monté de 16 %. Le film a été largement diffusé le 25 décembre 2008 dans 614 salles et a gagné 5 647 007 USD au cours du week-end de Noël. Après son succès aux Oscars, les bénéfices du film ont augmenté de 43 %, le maximum tous films confondus depuis Titanic. Le week-end du 27 février au 1er mars, le film a atteint sa diffusion la plus large avec 2 943 salles. À partir du 31 mars 2009, le film a engrangé 139 341 484 USD au box office nord-américain.
Le film a été sorti sur DVD et Blu-ray aux États-Unis le 31 mars 2009[réf. souhaitée].

#### Europe
Le film est sorti au Royaume-Uni le 9 janvier 2009, et s'est classé numéro 2 au box office britannique. Le film est passé numéro 1 son deuxième week-end avec une augmentation de 47 % des bénéfices, surpassant le précédent record de 13 % de Billy Elliot. Le film a cumulé 6,1 millions de livres sterling après onze premiers jours de sortie au Royaume-Uni. Les bénéfices ont encore augmenté de 7 % le week-end suivant, atteignant 10,24 millions de livres sterling sur les dix-sept premiers jours, et jusqu'à 14,2 millions de livres sterling pour sa troisième semaine de sortie.
À partir du 20 février 2009, ses bénéfices au box office britannique étaient de 22,9 millions de livres, faisant de lui le huitième succès du cinéma britannique des 12 derniers mois. À la fin de la semaine du 1er mars 2009, suivant son succès aux Oscars où il a gagné huit oscars, le film est redevenu numéro 1 au box office britannique, cumulant à 26 millions de livres sterling au 2 mars 2009. À partir du 17 mai 2009, ses bénéfices étaient au-dessus de 31,6 millions de livres. Le film est sorti en DVD et Blu-ray le 1er juin 2009.
Le succès du film aux Oscars lui a permis d'être largement diffusé ailleurs en Europe la semaine suivante. Sa plus grande augmentation de bénéfices fut en Italie, où elle augmenta de 556 %. Les bénéfices en France et en Espagne ont respectivement augmenté de 61 % et de 73 %. La même semaine, le film est sorti dans d'autres pays européens avec succès : en Croatie il a engendré 170 419 USD dans 10 salles, lui permettant de devenir la meilleure sortie de film des quatre derniers mois ; et en Pologne il a atteint la deuxième place dès sa sortie avec 715 677 USD. Le film a également été projeté en salle en Suède à partir du 6 mars 2009 et en Allemagne le 19 mars 2009.

#### Inde
En Inde, la première diffusion de Slumdog Millionaire a eu lieu à Bombay le 22 janvier 2009 et a été vue par des personnalités importantes de l'industrie cinématographique indienne, avec plus de cent personnes assistant à cet événement. Une version hindi doublée, Slumdog Crorepati (स्लमडॉगकरोड़पति), est également sortie en Inde. Slumdog Millionaire était à l'origine intitulé Slumdog Millionaire: Kaun Banega Crorepati, le nom a été modifié pour des raisons légales. Loveleen Tandan, qui a dirigé le doublage, a indiqué que tous les acteurs de la version en anglais originale comprenant Anil Kapoor, Irrfan Khan et Ankur Vikal ont doublé le film : « nous avons ramené un garçon de Chembur, Pradeep Motwani, pour doubler Dev Patel. Je n'ai voulu aucun doublage exagéré. J'ai voulu une voix intacte ».

## Distinctions

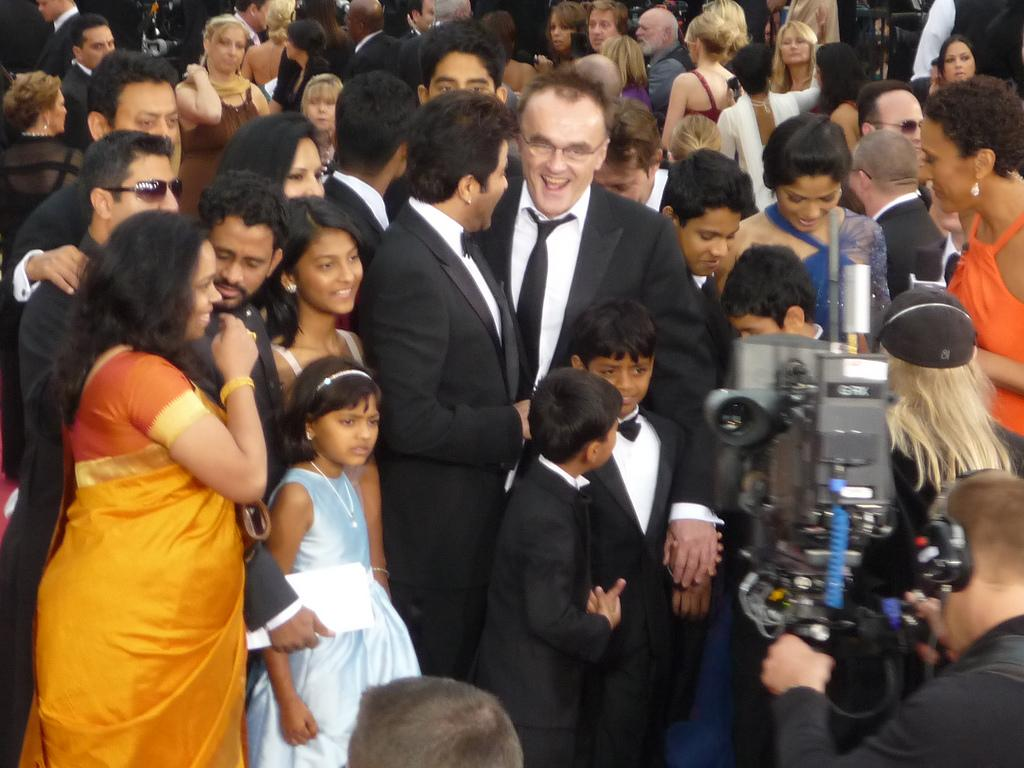
Le casting du film, autour du réalisateur Danny Boyle, aux Oscars 2009.

### Récompenses

#### 2008
- Alliance of Women Film Journalists :
  - Meilleur film pour Christian Colson[35]
  - Meilleur réalisateur pour Danny Boyle
  - Prix du croisement culturel
  - Moment inoubliable pour Ayush Mahesh Khedekar (pour la scène où le jeune Jamal saute dans les crottes.)
- British Independent Film Awards : 
  - British Independent Film Award du meilleur film
  - Meilleur espoir pour Dev Patel
  - Meilleur réalisateur pour Danny Boyle

#### 2009
- BAFTA :
  - British Academy Film Award du meilleur film
  - David Lean Award du meilleur réalisateur pour Danny Boyle
  - British Academy Film Award de la meilleure musique de film pour A.R. Rahman
  - British Academy Film Award de la meilleure photographie pour Anthony Dod Mantle
  - British Academy Film Award du meilleur montage pour Chris Dickens
  - British Academy Film Award du meilleur scénario adapté pour Simon Beaufoy
  - British Academy Film Award du meilleur son pour Glenn Freemantle, Resul Pookutty, Richard Pryke, Tom Sayers et Ian Tapp
- David di Donatello Awards : David di Donatello du meilleur film de l'Union européenne
- Golden Globes[36]:
  - Golden Globe du meilleur film dramatique : Slumdog Millionaire
  - Golden Globe du meilleur réalisateur : Danny Boyle
  - Golden Globe du meilleur scénario : Simon Beaufoy
  - Golden Globe de la meilleure musique de film : A.R. Rahman
- Oscars[37]:
  - Oscar du meilleur film : Christian Colson
  - Oscar du meilleur réalisateur : Danny Boyle
  - Oscar du meilleur scénario adapté : Simon Beaufoy
  - Oscar de la meilleure photographie : Anthony Dod Mantle
  - Oscar du meilleur montage : Chris Dickens
  - Oscar du meilleur mixage de son : Ian Tapp, Richard Pryke et Resul Pookutty
  - Oscar de la meilleure musique de film : Allah Rakha Rahman
  - Oscar de la meilleure chanson originale : Jai Ho, musique de Allah Rakha Rahman , paroles de Gulzar
- Screen Actors Guild Awards : Screen Actors Guild Award de la meilleure distribution

#### 2010
- Prix Goya : Prix Goya du meilleur film européen pour Danny Boyle

Outre le trophée du meilleur film décerné par le syndicat des producteurs (PGA), du meilleur metteur en scène remis par le syndicat des réalisateurs (DGA) et de la meilleure distribution accordé par le syndicat des acteurs (SAG), le film de Danny Boyle a également obtenu le prix de l'adaptation remis par le syndicat des scénaristes (WGA). C'est l'un des premiers films à remporter tous les prix des guildes cinématographiques américaines.

### Nominations

#### 2008
- Alliance of Women Film Journalists :
  - Meilleur scénario adapté pour Simon Beaufoy
  - Moment inoubliable pour la scène de l'arrachement des yeux
- British Independent Film Awards :
  - Meilleur espoir pour Ayush Mahesh Khedekar
  - Meilleur scénario pour Simon Beaufoy
  - Meilleure réalisation technique pour Anthony Dod Mantle (photographie)

#### 2009
- BAFTA :
  - Meilleur film britannique
  - Meilleur acteur pour Dev Patel
  - Meilleure actrice dans un second rôle pour Freida Pinto
  - Meilleure direction artistique pour Michelle Day et Mark Digby
- César : meilleur film étranger
- Oscars :
  - Meilleure chanson : O Saya, musique et paroles de A.R. Rahman et Maya Arulpragasam
  - Meilleur montage de son : Glenn Freemantle et Tom Sayers
- Screen Actors Guild Awards : meilleur acteur dans un second rôle pour Dev Patel

## Éditions en vidéo
En France, le film Slumdog Millionaire est sorti en DVD, DVD édition collector, Blu-ray, ainsi qu'en VOD le 15 juillet 2009. Par la suite, le film est ressorti en DVD le 1er mars 2010, ressorti en Blu-ray le 1er septembre 2010, puis en Blu-ray édition digibook collector + livret le 2 novembre 2011.